# Juno Awards 2002
Die Juno Awards 2002 wurden vom 13. bis zum 14. April 2002 im Corel Centre, Ottawa in St. John’s, Neufundland und Labrador. Die Moderation übernahm die Band Barenaked Ladies. Mit einer Einschaltquote von 1,4 Millionen Zuschauern war es die erfolgreichste Verleihung seit einigen Jahren und hatte einen positiven Effekt auf den Tourismus in Neufundland und Labrador.

## Nominierungen und Gewinner
Die Nominierungen wurden im Februar 2002 verkündet. Die meisten Nominierungen erhielten Leonard Cohen, Nickelback und Our Lady Peace. Die meisten Awards erhielten Diana Krall  und Nickelback. In die Canadian Music Hall of Fame wurde Daniel Lanois aufgenommen.

### Personen
| Artist of the Year | Group of the Year |
| --- | --- |
| Diana Krall - Leonard Cohen - Nelly Furtado - Garou - Amanda Marshall | Nickelback - Matthew Good Band - Our Lady Peace - Sum 41 - The Tea Party |
| Best New Solo Artist | Best New Group |
| Hawksley Workman - Gabrielle Destroismaisons - Jelleestone - Maren Ord - Thrust | Default - Joydrop - Smoother - Sugar Jones - Wave |
| Fan Choice Award | Songwriter of the Year |
| Shania Twain - Céline Dion - Diana Krall - Avril Lavigne - Nickelback | Jann Arden – Never Mind, Thing for You (mit Russell Broom) - Leonard Cohen: Boogie Street, In My Secret Life, You Have Loved Enough (mit Co-Songwriterin Sharon Robinson) - Sarah Harmer: Don't Get Your Back Up, Hideout, Uniform Grey - Ron Sexsmith, April After All (von Elvis Costello und Anne Sofie von Otter), Just My Heart Talking, This Song - Rufus Wainwright: Cigarettes and Chocolate Milk, Grey Gardens, Poses |
| Best Producer | Recording Engineer of the Year |
| Daniel Lanois mit Brian Eno –Beautiful Day and Elevation von U2 - Ben Dunk mit Rick Neigher – California and Think It Over von Wave - Justin Gray – Days Like That and I Got U von Sugar Jones - Mark Makoway – Alone in the Universe and Too Close to the Sun von David Usher - Bob Rock – Flavor of the Weak von American Hi-Fi and Make It Right by Econoline Crush | Randy Staub – How You Remind Me and Too Bad von Nickelback - Richard Chycki – Jaded von Aerosmith and When You Know von Shawn Colvin - Pierre Marchand – Evil Angel and Greek Song von Rufus Wainwright - Jeff Martin and Nick Blagona – Angels and Lullaby von The Tea Party - Brad Nelson – Followed Her Around and You and Me von Jimmy Rankin                                                                              |
| Best Country Artist/Group | Best New Country Artist/Group |
| Carolyn Dawn Johnson - Paul Brandt - Lisa Brokop - Jimmy Rankin - The Wilkinsons | The Ennis Sisters - Steve Fox - Aaron Lines - J. R. Vautour - Doc Walker |

### Alben
| Album of the Year | Aboriginal Album of the Year |
| --- | --- |
| The Look of Love – Diana Krall - All Killer No Filler – Sum 41 - Silver Side Up – Nickelback - Spiritual Machines – Our Lady Peace - Whoa, Nelly! – Nelly Furtado | On and On – Eagle & Hawk - Crazy Maker – Marcel Gagnon - Dark Realm – Nakoda Lodge - My Ojibway Experience, Strength & Hope – Billy Joe Green - Riel's Road – Sandy Scofield                                                                                            |
| Alternative Album of the Year | Blues Album of the Year |
| Poses – Rufus Wainwright - Constantines – The Constantines - Down at the Khyber – The Joel Plaskett Emergency - (Last Night We Were) The Delicious Wolves – Hawksley Workman - Night of the Shooting Stars – Rheostatics | 6 String Lover – Jack de Keyzer - Breakfast at Midnight – Rita Chiarelli - Drive On – Michael Jerome Browne - Double Shot! – Mel Brown & Snooky Pryor - Rattlebag – Paul Reddick and The Sidemen                                                                        |
| Children’s Album of the Year | Classical Album of the Year (solo or chamber ensemble) |
| A Classical Kids Christmas – Susan Hammond - Call of the Wild – Aaron Burnett - Chase a Rainbow – The Just Kidding Band - Red's in the Hood – Judy & David - Songs from the Boom Box – Judy & David | Bach Arrangements – Angela Hewitt - Beethoven: Sonatas for Piano & Violin – Jane Coop (Piano), Andrew Dawes (Violine) - Schumann: Fantasy in C Major – Marc-André Hamelin - Somers String Quartets – Accordes String Quartet - Transcendental Liszt – Janina Fialkowska |
| Classical Album of the Year (large ensemble) | Classical Album of the Year (vocal or choral performance) |
| Max Bruch, Concertos 1 & 3 – James Ehnes (Violine), Montreal Symphony Orchestra - Concert Francais – James Ehnes (Violine), Orchestre Symphonique de Québec - English Piano Concerti: Britten, Rawsthorne, Ireland, Finzi – Jane Coop (Piano), CBC Radio Orchestra - J.S. Bach: Art of the Fugue – Les Violons du Roy - Myaskovsky – Schinittke – Denisov – Stepan Arman (Violine), I Musici de Montréal | Airs Francais – Ben Heppner - Exsultate, Jubilate – Karina Gauvin (Sopran), CBC Radio Orchestra - Forgotten Songs, Forgotten Loves – Wendy Nielsen - Handel: Sacred Arias – Daniel Taylor - Singing Somers Theatre – Monica Whicher (Sopran), Robert Cram (Flöte)       |
| Gospel Album of the Year | Best Global Album |
| Downhere – Downhere - Imagerical – Matt Brouwer - Love Letters – Londa Larmond - Travelers – Carolyn Arends - Waiting for Aidan – Steve Bell | The Journey – Alpha Yaya Diallo - Alma De Santiago – Jane Bunnett - Distant Wind – Mei Han, Randy Raine-Reusch - Havana Remembered –Hilario Durán - Kashish Attraction – Kiran Ahluwalia                                                                                |
| Francophone Album of the Year | Instrumental Album of the Year |
| Les vents ont changé – Kevin Parent - Cordial – La Bottine Souriante - Disparu – La Chicane - Du coq à l'âme – Lynda Lemay - Etc... – Gabrielle Destroismaisons | Armando's Fire – Oscar Lopez - Angel's Embrace – Dan Gibson, David Bradstreet - Fiesta Del Sol – Kenny Vehkavaara - Inspiration Classique – Richard Abel - The English Country Garden – Dan Gibson, John Herberman                                                      |
| Best Selling Album (Foreign or Domestic) | Contemporary Jazz Album of the Year |
| Hot Shot – Shaggy - All That You Can't Leave Behind – U2 - Black & Blue – Backstreet Boys - Chocolate Starfish and the Hot Dog Flavored Water – Limp Bizkit - Survivor – Destiny's Child | Live – François Bourassa Trio and Andre LeRoux - Nuage – Jeff Johnston - Of Battles Unknown Mysteries – Chris Tarry - Sigame – D.D. Jackson - The Recline – Metalwood                                                                                                   |
| Traditional Jazz Album of the Year | Vocal Jazz Album of the Year |
| Live at the Senator – Mike Murley, Ed Bickert and Steve Wallace - And It Really Was... – The Brigham Phillips Big Band - Forgotten Memories – Don Thompson - Spectacular – Campbell Ryga - Street Culture – Paul Tobey | The Look of Love – Diana Krall - Image in the Mirror the Triptych – Jeri Brown - I Saw the Sky – Melissa Walker - It's Wonderful – Susie Arioli Swing Band - Tribute – Emilie-Claire Barlow                                                                             |
| Pop Album of the Year | Rock Album of the Year |
| Morning Orbit – David Usher - Girl Versions – Emm Gryner - Open – Cowboy Junkies - Saturday People – Prozzäk - Ten New Songs – Leonard Cohen | Silver Side Up – Nickelback - All Killer No Filler – Sum 41 - Brothers and Sisters, Are You Ready? – Big Sugar - Pretty Together – Sloan - Purge – Bif Naked |
| Roots & Traditional Album of the Year – Solo | Roots & Traditional Album of the Year – Group |
| Far End of Summer – David Francey - Beyond the Storm – Eileen McGann - For a Song – Maria Dunn - Gather Honey – Penny Lang - Verchuosity – April Verch | Cordial – La Bottine Souriante - Petit fou – Matapat - Post Atomic Hillbilly – Undertakin' Daddies - Sin & Other Salvations – The Wyrd Sisters - Songs of Work & Freedom – The Brothers Cosmoline                                                                       |
| World Music Album of the Year | |
| Balagane – Jeszcze Raz - la fiesta mondiale de percussion – The Beat - Cuban Odyssey – Jane Bunnett - Raphael Geronimo's Rumba Calzada Vol. 3 – Raphael Geronimo - Hypnotika – Maza Mezé | |

### Lieder und Aufnahmen
| Single of the Year | Classical Composition of the Year |
| --- | --- |
| How You Remind Me – Nickelback - California – Wave - Everybody's Got A Story – Amanda Marshall - If It Feels Good Do It – Sloan - Life – Our Lady Peace                                                                                                | Par-ci, par-la – Chan Ka Nin, Nouveaux Territoires von Ensemble Contemporain de Montréal - Concerto for Viola and Orchestra – Peter Paul Koprowski, Redemption: Peter Paul Koprowski Concerti - Love Songs – Owen Underhill, Celestial Machine - Serinette – Harry Somers, Serinette - Suite for Klezmer Band and Orchestra – Sid Robinovitch, Klezmer Suite: Music of Sid Robinovitch |
| Dance Recording of the Year | R&B/Soul Recording of the Year |
| Spaced Invader – Hatiras - Absolutely Not – Deborah Cox - Innocente – Delerium - It Doesn't Matter – The Underdog Project - The Light – Elissa | Don't You Forget It – Glenn Lewis - Day Dreaming – Chin Injeti - Never Leave Hurt Alone – Sugar Jones - The Day Before – Baby Blue Soundcrew featuring Jully Black, Baby Cham - Unforgettable – Jamie Sparks |
| Rap Recording of the Year | Reggae Recording of the Year |
| Bad Dreams – Swollen Members - Easy to Slip – Solitair - Quest for Fire: Firestarter, Vol. 1 – Kardinal Offishall - Jelleestone Thirteen – Jelleestone - Still Too Much – Ghetto Concept with Snow, Kardinal Offishall, Maestro, Red-One, and Ironside | Love (African Woman) – Blessed - A Friend for Life – Iley Dread - Breathe – Zonia Collymore - Never Let Jah Go – Chester Miller - They Called Me Madness – Peculiar I |

### Weitere
| Album Design of the Year | Video of the Year |
| --- | --- |
| Sebastien Toupin, Benoit St-Jean, Michel Valois, Martin Tremblay, Disparu von La Chicane - Garnet Armstrong, Lionel Drew, The Audio of Being von Matthew Good Band - Carylann Loeppky, Poem von Delerium - Our Lady Peace, Catherine McRae, Oli Goldsmith, Spiritual Machines von Our Lady Peace - John Rummen, Sam Findlay, H-Wing von Kevin Hearn und Thin Buckle | Winner: Sean Michael Turrell, Jealous of Your Cigarette von Hawksley Workman Other Nominees: - Oli Goldsmith, In Repair von Our Lady Peace - Josh Levy, I Hear You Calling von Gob - Stephen Scott, Plumb Song von Snow - Floria Sigismondi, In My Secret Life von Leonard Cohen |

### Canadian Music Hall of Fame
- Daniel Lanois

### Walt Grealis Special Achievement Award
- Michael Cohl